# Polizia nazionale rivoluzionaria
La Polizia nazionale rivoluzionaria (in spagnolo, Policía Nacional Revolucionaria, PNR) è la principale forza di polizia di Cuba. Fu fondata il 5 gennaio 1959 da Fidel Castro, dopo la vittoria della rivoluzione cubana.
La PNR si definisce come il garante della tranquillità dei cittadini ed è soggetta alla Direzione generale della PNR del Ministero dell'interno.